# Swedbank
Swedbank AB (tidligere FöreningsSparbanken) er en ledende nordisk-baltisk storbank med 9½ millioner privatkunder og 534.000 virksomhedskunder i Sverige, Estland, Letland og Litauen. I Sverige har banken 377 filialer, og i Baltikum yderligere 224 filialer. Udover det er banken repræsenteret i København, Helsinki, Kaliningrad, Kyiv, Luxembourg, Moskva, Marbella, New York, Oslo, Shanghai, Sankt Petersborg og Tokyo. Swedbank er en af Sveriges storbanker, sammen med Nordea, Handelsbanken og SEB.
Den første svenske sparekasse blev grundlagt i Göteborg i 1820. I 1992 fusionerede en række lokale sparekasser for at skabe Sparbanken Sverige, der blev kendt som Sparbanken. I 1995 blev denne bank noteret på fondsbørsen. I 1997 fusionerede banken med Föreningsbanken, og navnene blev kombineret til at skabe FöreningsSparbanken. Under sen-2000'ernes globale finansielle krise godtog Swedbank offentlig støtte på grund af sine tab fra långivere i de nærliggende baltiske økonomier.